# Премія «Золота дзиґа» найкращому акторові другого плану
Премія «Золота дзиґа» найкращому акторові другого плану — одна з кінематографічних нагород, яку надає Українська кіноакадемія в рамках Національної кінопремії «Золота дзиґа». Її присуджують найкращому акторові — виконавцю ролі другого плану у фільмі українського виробництва, починаючи з церемонії Першої національної кінопремії 2017 року.
Першим переможцем у цій номінації став Микола Боклан за виконання ролі другого плану у фільмі «Гніздо горлиці» (реж. Тарас Ткаченко). Премію на церемонії Першої національної кінопремії, що відбулася 20 квітня 2017 року вручила переможцю акторка театру та кіно Римма Зюбіна.

## Переможці та номінанти
Нижче наведено список лауреатів, які отримали цю премію, а також номінанти. ★ Імена переможців виділені окремим кольором

## 2010-ті
| Церемонії   | Фото лауреата    | Актор                      | Фільм            |
| ----------- | ---------------- | -------------------------- | ---------------- |
| 1-ша (2017) | [[Файл:\|110px]] | ★ Микола Боклан            | «Гніздо горлиці» |
| 1-ша (2017) | [[Файл:\|110px]] | • Євген Кошовий            | «Слуга народу 2» |
| 1-ша (2017) | [[Файл:\|110px]] | • Захарій Новицький        | «Кров'янка»      |
| 2-га (2018) |                  | ★ Віктор Жданов            | «Кіборги»        |
| 2-га (2018) | • Олег Мосійчук  | «Стрімголов»               |                  |
| 2-га (2018) | • Яків Ткаченко  | «Припутні»                 |                  |
| 3-тя (2019) |                  | ★ Володимир Ямненко        | «Дике поле»      |
| 3-тя (2019) | • Георгій Делієв | «Донбас»                   |                  |
| 3-тя (2019) | • Сергій Притула | «Секс і нічого особистого» |                  |

## 2020-ті
| Церемонії    | Фото лауреата          | Актор                  | Фільм           |
| ------------ | ---------------------- | ---------------------- | --------------- |
| 4-та (2020)  |                        | ★ Віктор Жданов        | «Вулкан»        |
| 4-та (2020)  | • Рамзі Білялов        | «Додому»               |                 |
| 4-та (2020)  | • Віталій Салій        | «Крути 1918»           |                 |
| 5-та (2021)  |                        | ★ Ігор Колтовський     | «Погані дороги» |
| 5-та (2021)  | • Олег Примогенов      | «Толока»               |                 |
| 5-та (2021)  | • Дмитро Сова          | «Черкаси»              |                 |
| 5-та (2021)  | • Сергій Соловйов      | «Погані дороги»        |                 |
| 5-та (2021)  | • Дмитро Хом'як        | «Наші Котики»          |                 |
| 2022         | не присуджували        | не присуджували        | не присуджували |
| 6-та (2022)* |                        | ★ Олександр Іванов     | «Стоп-Земля»    |
| 6-та (2022)* | • Євген Григор'єв      | «Носоріг»              |                 |
| 6-та (2022)* | • Сергій Лузановський  | «Із зав'язаними очима» |                 |
| 7-ма (2023)  |                        | ★ Юрій Іздрик          | «Я і Фелікс»    |
| 7-ма (2023)  | • Іван Шаран           | «Памфір»               |                 |
| 7-ма (2023)  | • Олександр Ярема      | «Памфір»               |                 |
| 8-ма (2024)  |                        | ★ Олексій Гнатковський | «Довбуш»        |
| 8-ма (2024)  | • Богдан Бенюк         | «Батько»               |                 |
| 8-ма (2024)  | • Акмал Гурєзов        | «Уроки толерантності»  |                 |
| 8-ма (2024)  | • Олександр Піскунов   | «Уроки толерантності»  |                 |
| 8-ма (2024)  | • Олександр Пархоменко | «Ля Палісіада»         |                 |